# Pamplona (futebolista)
Estanislau de Figueiredo Pamplona, ou simplesmente Pamplona, (Soure, 24 de março de 1904 — Rio de Janeiro, 13 de dezembro de 1973), foi um futebolista brasileiro que atuou como lateral-direito.

## Carreira
Nasceu na Ilha do Marajó, como filho caboclo de Anacleto da Silva Pamplona e de Alzira Figueiredo Pamplona, casal de pecuaristas.
Estudando na na capital Belém, conciliou nela a formação no Colégio Marista Nossa Senhora de Nazaré com prática de futebol no Clube do Remo, participando a partir de 1921 dos clássicos Re-Pa. Embora o rival Paysandu conseguisse um tetracampeonato seguido entre 1920 e 1923 no campeonato paraense, Pamplona pôde marcar dois gols em vitória de 5-1 em clássico travado em 15 de outubro de 1922 válido pelo estadual daquele ano. Esse dérbi foi histórico também por render o que à altura do século XXI segue sendo o gol mais rápido da história da rivalidade, marcado antes do primeiro minuto por Santana; curiosamente, este veio a ser outro paraense a defender a Seleção Brasileira.
Quando o Remo voltou a ser campeão paraense, em 1924, Pamplona já não estava presente; havia se mudado ao Rio de Janeiro para graduar-se na Escola Militar do Realengo, ainda passando uma temporada em Londres antes de, regressado ao Rio, defender inicialmente o Fluminense.
Foi em 1925 que ele, já no Botafogo, começou a destacar-se: terminou o ano convocado à Copa América de 1925. Fez naquele ano suas três partidas pela Seleção Brasileira: na vitória de 2-1 sobre o Paraguai em 17 de dezembro e no empate em 2-2 com a Argentina em 25 de dezembro, pelo torneio; e em empate em 2-2 em amistoso não-oficial contra o clube Newell's Old Boys, em 20 de dezembro. Curiosamente, naquelas partidas atuou ao lado de Nilo, também paraense.
Embora não Pamplona chegasse a ser campeão na década de 1920 com o Botafogo, fez-se presente em resultados expressivos do clube, a exemplo de sua maior vitória no clássico com o Flamengo, o 9-2 (com quatro gols do mesmo Nilo) pelo certame carioca de 1927 - triunfo que serviu também de revanche exatamente à maior goleada do Flamengo nesse duelo, o 8-1 precisamente no encontro anterior entre ambos. Seu primeiro título carioca deu-se no campeonato de 1930, ano em que também foi convocado à primeira Copa do Mundo FIFA, tal como Nilo. A convocação tinha ainda Ivan Mariz, também paraense.
Pamplona não chegara a estar inicialmente imaginado para a Copa, ausente da lista de jogadores que realizaram treinos prévios entre 14 e 28 de maio. Em junho, a Confederação Brasileira de Desportos oficiou o que parecia ser a convocação final, com quinze jogadores de clubes paulistas e oito de times cariocas - sem que Pamplona e Ivan figurassem entre esses oito, somente Nilo. Contudo, desdobramentos entre dirigentes de ambos os lados levariam a CBD a enviar ao Uruguai uma seleção somente com jogadores do Rio. Pamplona, de fato, acabaria não entrando em campo no Mundial, assim como Ivan, o segundo mais novo da delegação, só estrearia pela seleção em 1931. Ainda assim, tornou-se junto a ele e a Nilo o primeiro paraense convocado à competição, havendo ainda críticas na imprensa pela não-convocação de outro, o vascaíno Santana, ex-colega de Pamplona no Remo.
Uma contusão impediu que Pamplona tomasse parte da temporada de 1932 do Botafogo, mas pôde regressar e integrar o título carioca de 1933 e o de 1934, embora nessa campanha já figurasse em somente uma partida, com Long estabelecido como novo titular na posição de lateral.
Estabelecido no Rio de Janeiro, faleceu nessa cidade em 1973.

## Títulos
Botafogo
- Campeonato Carioca: 1930, 1933 e 1934[3]
- Taça dos Campeões Estaduais Rio–São Paulo: 1931